# Шура Китата
Шура Китата Тола или Тола Шура Китата, известен как Шура Китата (род. 9 июля 1996 года) — эфиопский марафонец. Он представлял Эфиопию на нескольких World Marathon Majors, включая Лондонский марафон 2020, где выиграл с результатом 2:05:41. На Лондонском марафоне 2018 года он финишировал вторым, проиграв Элиуду Кипчоге.
Среди других его выступлений можно отметить победы на Римском марафоне 2017 со временем 2:07.30 и Франкфуртском марафоне 2017 со временем 2:05:50.
В 2018 году Китата финишировал вторым на Нью-Йоркском марафоне со временем 2:06:01 вслед за Лелиса Десисой